# Kasey Perry-Glass
Kasey Perry-Glass, född den 12 oktober 1987 i Sacramento, Kalifornien, är en amerikansk ryttare.
Hon tog OS-brons i lagtävlingen i dressyr i samband med de olympiska tävlingarna i ridsport 2016 i Rio de Janeiro.